# Die frühen römischen Historiker
Die frühen römischen Historiker (von den Herausgebern vorgeschlagene Abkürzung FRH) ist der Titel einer zweibändigen Sammlung der Reste von Werken römischer Geschichtsschreiber bis ca. 50 v. Chr., die nur als Zitate bei späteren Autoren erhalten sind. Sie haben sie, wie in den Fällen anderer literarischer Fragmente, in der Regel aus sachlichen Gründen aufbewahrt, teilweise aber auch aus Interesse an früheren Stufen ihrer Sprache. Die gleichen Gesichtspunkte leiten auch heute die Forschung.
Nachdem die Sammlung der römischen Historiker von Hermann Peter seit dem Jahr 1870 und dann 1919 ihren Dienst getan hat, war die Zeit überfällig für eine Neubearbeitung, vor allem auch für eine umfassende Kommentierung der Überlieferung.
Hans Beck und Uwe Walter (Hrsg., Übers., Komm.): Die frühen römischen Historiker. Wissenschaftliche Buchgesellschaft Darmstadt, 2001 und 2004 (Texte zur Forschung, Band 76 und 77).
- Band 1. Von Fabius Pictor bis Cn. Gellius. ISBN 3-534-14757-X.
- Band 2. Von Coelius Antipater bis Pomponius Atticus. ISBN 3-534-14758-8.

Der Band 1 gibt in einer umfangreichen Einführung (S. 17–50) Auskunft, wie man sich heute die Entstehung der Geschichtsschreibung bei den Römern vorstellt. Bei den einzelnen Autoren werden nach einer Einleitung die einzelnen Fragmente im Kontext ihrer Überlieferung mit einer neuen Übersetzung dargeboten. Darauf folgt der, im Wesentlichen sachbezogene, Kommentar mit reichen Literaturangaben.
Die vier Autoren, die griechisch geschrieben haben, sind bereits 1958 in den Fragmenten der griechischen Historiker von Felix Jacoby modern bearbeitet worden (FGrHist 809, 810, 812, 813), dort liegt allerdings der Kommentar noch nicht vor. Etwa gleichzeitig mit den FRH erschien auch in Frankreich eine Sammlung der römischen Historiker der Republik. Seit 2013 liegt zudem mit The Fragments of the Roman Historians eine Ausgabe mit englischer Einleitung, Übersetzung und Kommentar vor.